# Cafeteria roenbergensis virus
Cafeteria roenbergensis virus (CroV) — велетенський вірус родини Mimiviridae. Вірус є паразитом морського джгутикового протиста Cafeteria roenbergensis (клас Bikosea). CroV має один з найбільших геномів морських вірусів, що складається з 730 000 пар основ ДНК. Вірус діаметром 300 нм. Має ікосаедричну форму. У CroV паразитує вірофаг під назвою "Mavirus".